# Editura Harmattan
Editura Harmattan este o casă franceză de edituri fondată în anul 1975. Are sediul la Paris și este specializată în științe sociale. În anul 2009 a înregistrat o cifră de afaceri de peste 7,7 milioane de euro.
1. ↑  Bibliothèque nationale de France
2. ↑   https://www.lemonde.fr/societe/article/2024/11/21/les-editions-l-harmattan-dechirees-par-un-conflit-familial_6407423_3224.html Lipsește sau este vid: |title= (ajutor)
3. ↑   https://ccfd-terresolidaire.org/robert-ageneau-portrait-dun-editeur-bienfaiteur-et-inspire/ Lipsește sau este vid: |title= (ajutor)